# China (Nuevo León)
China is een Mexicaanse plaats en gemeente, gelegen in de provincie Nuevo León. De stad werd in 1710 gesticht onder de naam San Felipe de Jesus de China. De oppervlakte van het gebied beslaat ongeveer 3.940 vierkante kilometer. Bij een volkstelling in 2005 telde China 10.697 inwoners.